# Marea ridicare topografică

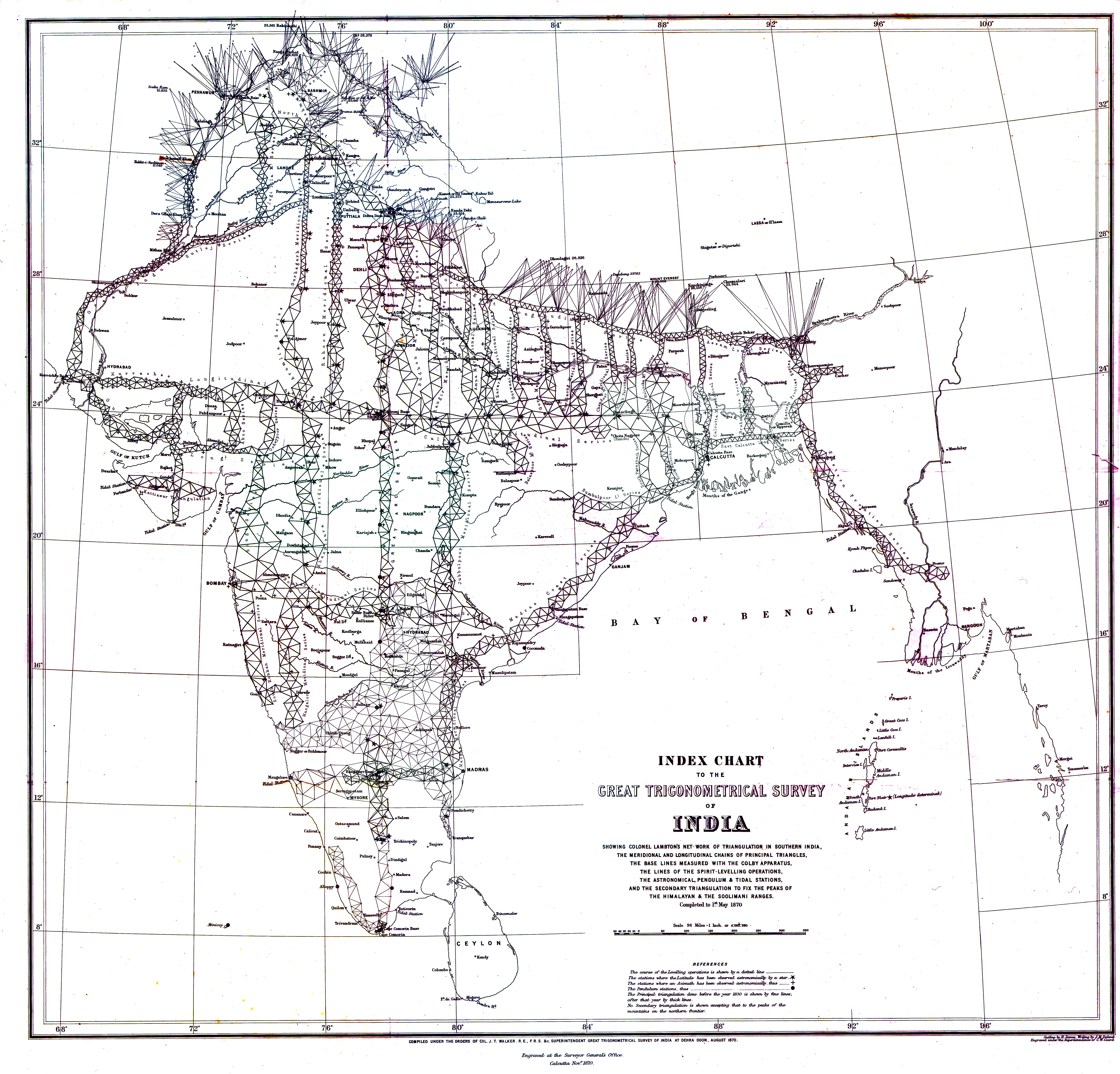
Hartă din 1870 cu rezultatele ridicării topografice

Marea ridicare topografică a fost un proiect destinat măsurării cu precizie științifică a subcontinentului Indian. A fost început în 1802 de către ofițerul de infanterie William Lambton⁠(d), sub auspiciile Companiei Britanice a Indiilor de Est. Sub conducerea succesorului său, George Everest, proiectul a trecut în răspunderea agenției guvernamentale Survey of India⁠(d). Everest a fost urmat de Andrew Scott Waugh⁠(d), iar după 1861 proiectul a fost condus de James Thomas Walker⁠(d), care a dus la capăt prima fază în 1871.
Printre realizările proiectului se numără demarcarea teritoriilor britanice din India și măsurarea înălțimii celor mai mari vârfuri din Himalaya: Everest, K2 și Kangchenjunga. Impactul științific a fost semnificativ: a fost efectuată prima măsurare exactă a unei secțiuni de arc longitudinal, cât și măsurări ale deviației verticalei⁠(d), care au dus la dezvoltarea teoriei izostaziei.

## Istorie

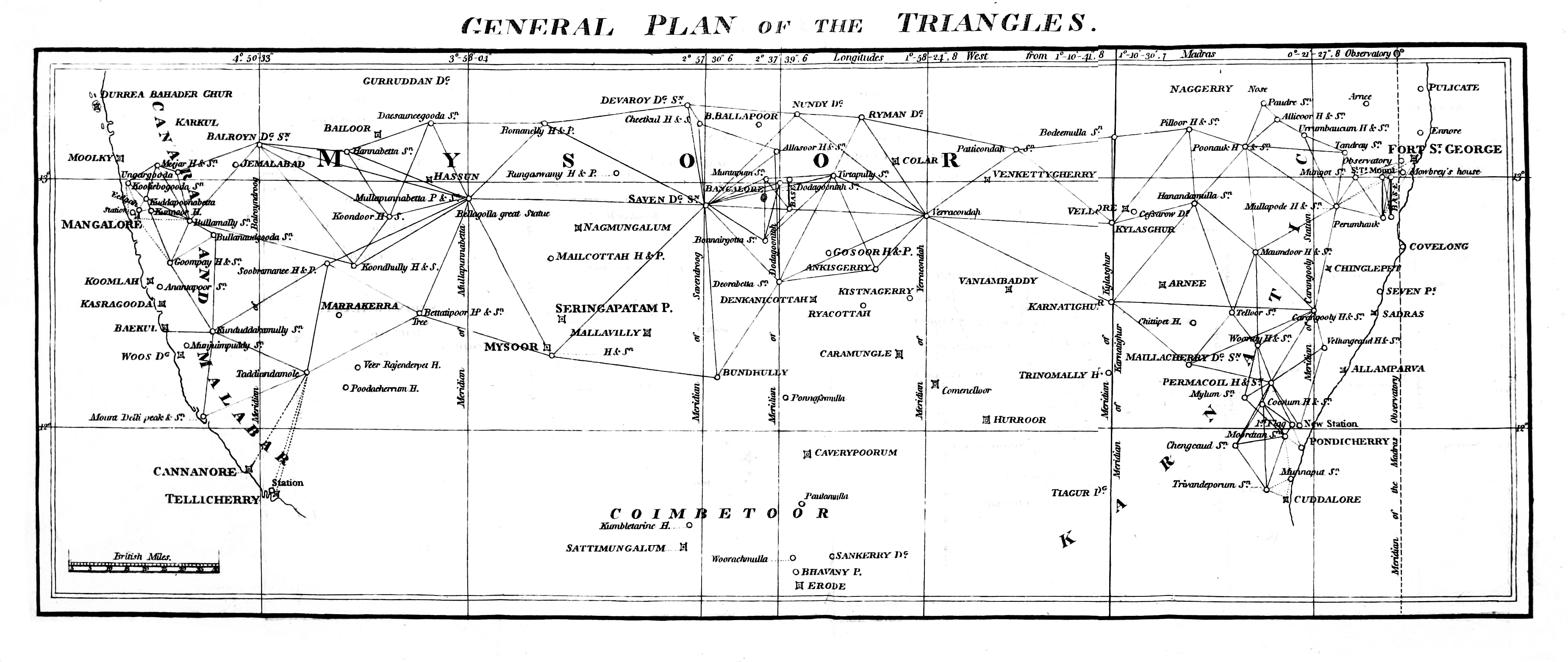
Primele triangulații de-a lungul peninsulei

De la fondarea sa în 1600 și până la începutul secolului al XIX-lea, Compania Britanică a Indiilor de Est a ocupat, progresiv, mai multe teritorii în subcontinentul Indian. Compania a angajat mai mulți exploratori și cartografi pentru a obține hărți ale noilor teritorii; unul dintre cei mai notabili a fost James Rennell⁠(d), activ în secolul al XVIII-lea. Hărțile alcătuite de Rennell conțineau erori cauzate de măsurări inexacte. În 1800, la scurt timp după victoria englezilor asupra lui Tipu Sultan⁠(d) și preluarea puterii în Regatul Mysore⁠(d), William Lambton⁠(d), un ofițer de infanterie experimentat în geografie, a propus utilizarea triangulațiilor pentru aprecierea teritoriilor regatului și, eventual, ale întregului subcontinent.

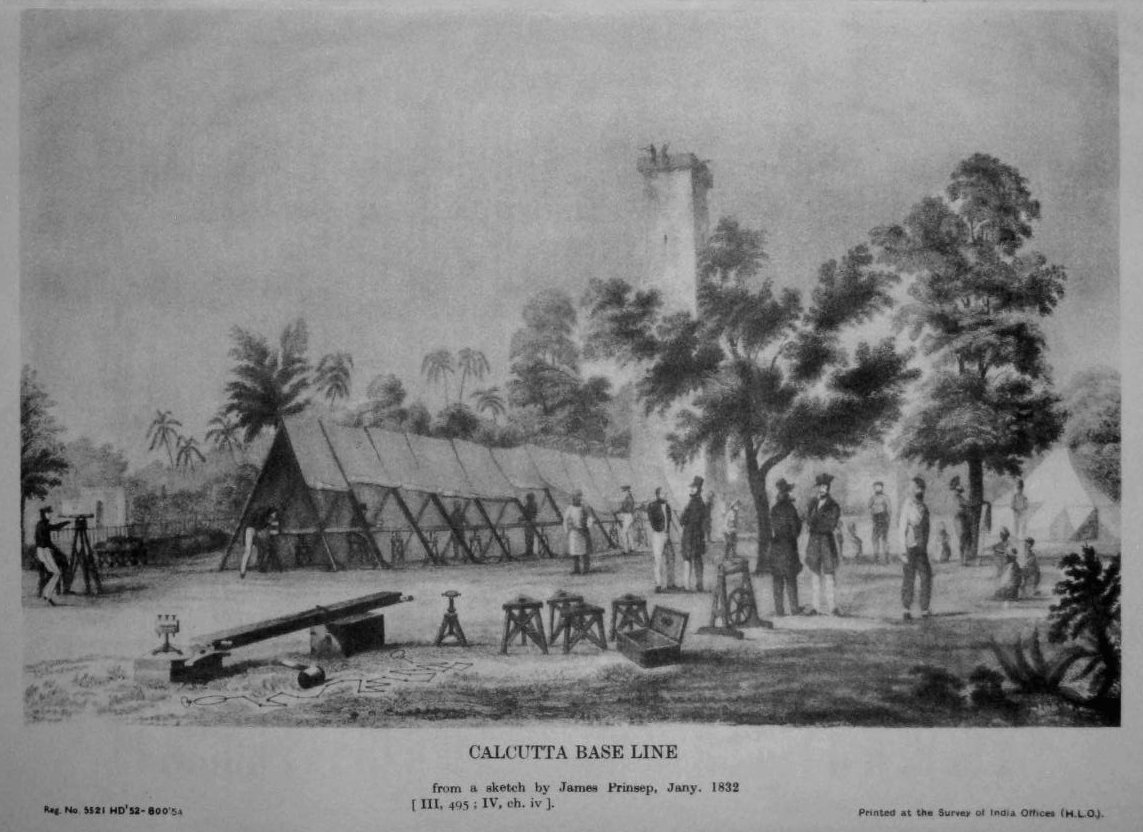
Măsurări lângă Calcutta în 1832, după o schiță de. Lucrătorii instalează pe suporturi orizontale un lanț pe o linie dreaptă (cu ajutorul unor teodolite rudimentare), care este acoperit sub pânză pentru a reduce dilatarea termică.

Marea ridicare topografică a Indiei a început la 10 aprilie 1802 lângă Madras, pe coasta de est a Indiei. Lambton, pe atunci maior, a măsurat o distanță de 7,5 mile (12,1 km) pe o câmpie între St. Thomas Mount⁠(d) la nord și dealul Perumbauk la sud. Locotenentul Kater a fost trimis pe coasta vestică pentru a găsi locuri ridicate de observare în preajma orașelor Tellicherry⁠(d) și Cannanore⁠(d); au fost alese Mount Delly⁠(d) și Tadiandamol⁠(d). Distanța de la coasta estică la cea vestică este de 360 mile (580 km), iar măsurările de-a lungul ei au fost terminate în 1806. Compania Britanică a Indiilor de Est a estimat durata cercetărilor la 5 ani, dar acestea au ținut aproape 70 de ani, timp în care a avut loc rebeliunea indiană din 1857, a cărei consecință a fost sfârșitul dominației Companiei⁠(d). Dată fiind suprafața foarte mare supusă măsurărilor, nu a fost triangulată toată India, ci au fost create „lanțuri” de triangulații de la nord la sud și de la est la vest. Erau momente când la proiect lucrau în același timp 700 de oameni.

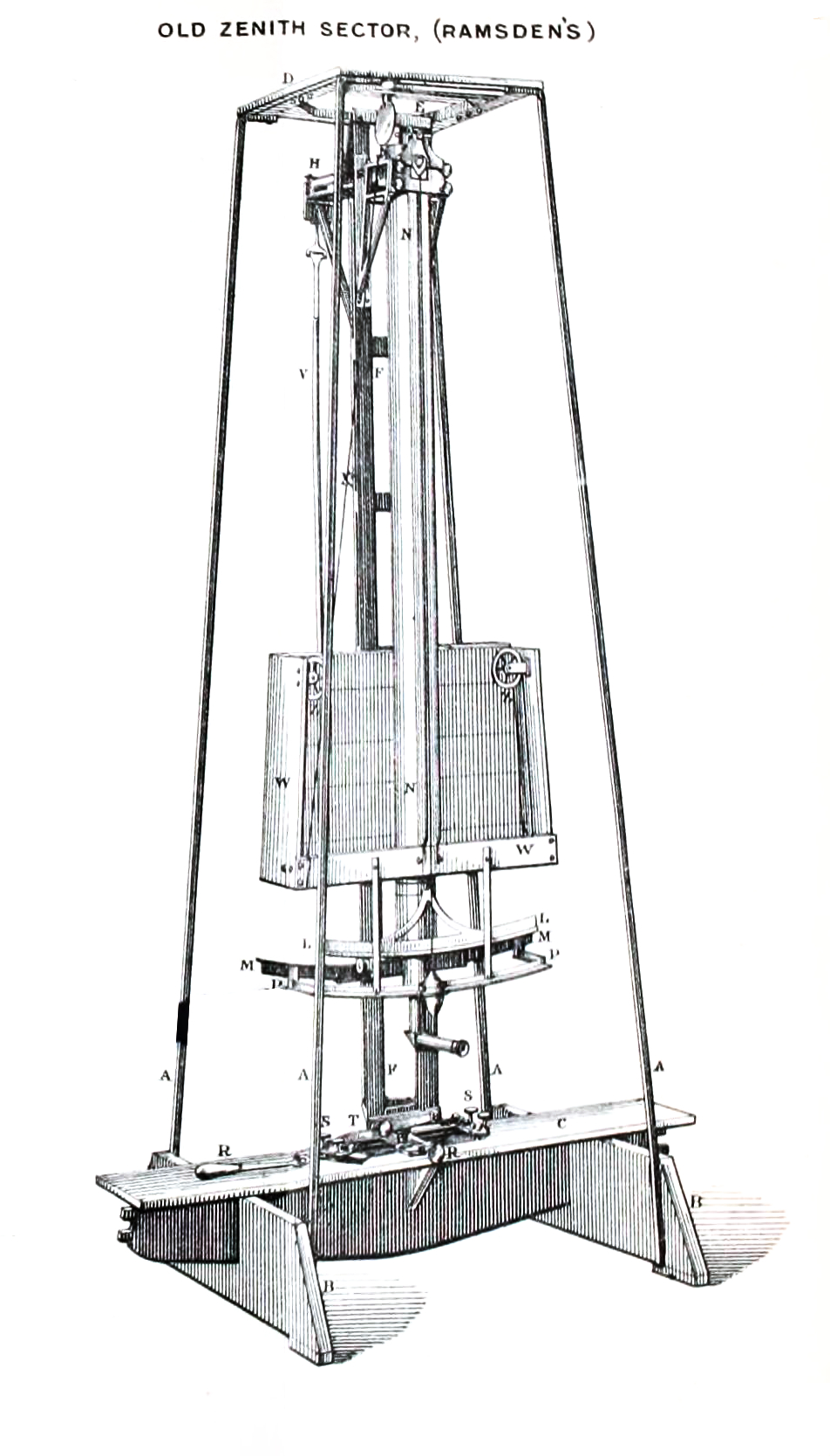
era folosit la măsurarea cu precizie a unghiurilor. El era îndreptat spre o stea apropiată de zenit, cu declinație cunoscută față de steaua polară, pentru a determina latitudinea, întrucât utilizarea stelei polare în măsurări putea fi afectată de refracție.

În 1856, după câțiva ani de măsurări în munți, Andrew Waugh⁠(d), conducător al ridicării topografice din 1843, a anunțat că înălțimea „vârfului XV” – Everest – a fost măsurată ca fiind de 8.840 de metri deasupra nivelului mării, acesta devenind oficial cel mai înalt vârf din lume.
Marea ridicare topografică a fost condusă independent de alte cercetări, în special cele topografice și funciare. În 1875, bugetul alocat acesteia a fost redus de la 240.000 la 200.000 de lire, ceea ce l-a făcut pe J.T. Walker⁠(d), conducătorul de atunci al proiectului, să comaseze cercetările topografice și funciare și ridicarea topografică într-un singur proiect, numit „Survey of India”.

## Instrumente și metode
| Imagine indisponibilă                                                         |  | Imagine indisponibilă                  |
| Turnuri folosite de George Everest pentru a instala instrumentele topografice |  | Unul din aceste turnuri lângă Calcutta |

Cercetările au constat în măsurarea cu precizie a laturilor și unghiurilor unor triunghiuri pe teren, procedeu cunoscut sub denumirea de triangulație. Prima latură a fost măsurată cu o atenție sporită, întrucât de corectitudinea lungimii acesteia depindeau următoarele măsurări. Au fost aplicate corecții, cele mai multe țin de temperatură. Astfel, pentru aprecierea distanțelor era folosit un lanț cu elemente de lungime cunoscută și tensiune constantă, așezat pe suporturi orizontale și ferit de lumina soarelui cu ajutorul unor pânze. În cercetările inițiale erau folosite teodolite mari confecționate de William Carey, un telescop zenital⁠(d) făcut de Jesse Ramsden⁠(d) și lanțuri de 100-picior (30 m). În cercetările ulterioare teodolitele erau mai compacte.
Uneltele de precizie erau de obicei procurate prin contracte guvernamentale, dar când acest lucru nu era posibil Everest supraveghea personal confecționarea lor. Unul din meșterii de unelte, Henry Barrow, a înființat un atelier în Calcutta. Acesta a fost succedat de Syed Mohsin din Arcot, iar după moartea lui Mohsin uneltele erau furnizate de Cooke din York.

### Corectarea deviațiilor
Pentru a asigura o precizie înaltă a măsurărilor, distanțele și unghiurile calculate prin metodele trigonometrice au fost ajustate prin prisma mai multor factori:
- forma curbată a Pământului și deviațiile acesteia de la o sferă perfectă
- impactul gravitațional al munților asupra pendulilor[9]
- refracția atmosferică⁠(d)
- altitudinea deasupra nivelului mării

## Conducători

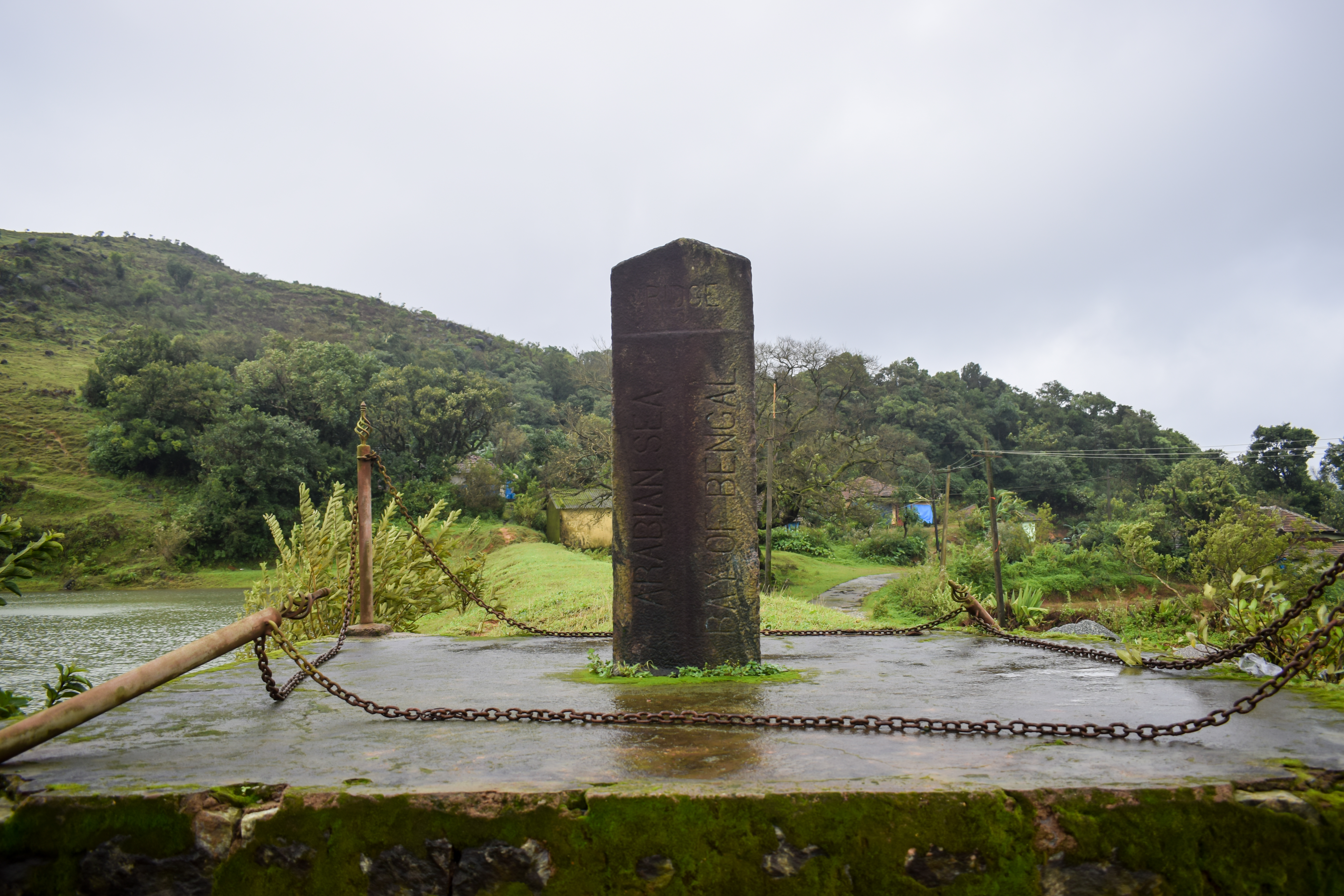
Bornă de triangulație din piatră conservată lângă satul, sud-vestul Indiei

Conducătorii proiectului au fost:
- 1818–1823 – William Lambton⁠(d)
- 1823–1843 – George Everest
- 1843–1861 – Andrew Scott Waugh⁠(d)
- 1861–1884 – James Thomas Walker⁠(d)
- 1885–1911 – Sidney Gerald Burrard⁠(d)
- 1912–1921 – Gerald Lenox-Conyngham⁠(d)